# バツイチがモテるなんて聞いてません
『バツイチがモテるなんて聞いてません』（バツイチがモテるなんてきいてません）は、亀奈ゆう / COMIC ROOMによる漫画作品。
NTTソルマーレ・双葉社・COMIC ROOMの3社共同レーベルである「シーモア×COMIC ROOM」の作品として、コミックシーモアにて2022年4月16日より配信され、同年9月11日からはサイコミ（Cygames）でも連載されている。累計ダウンロード数は100万を突破しており、2022年10月27日には双葉社より紙の単行本第1巻が刊行された。 
夫の不倫が原因でバツイチになった35歳の女性・和葉が前向きに生きていこうとする中で、彼女の勤めるファッション誌編集部の新入社員・絢斗が彼女に真っ直ぐに惹かれていく、年の差ラブストーリーが描かれる。2023年12月時点で単行本の累計発行部数は20万部を突破している。
MBSの「ドラマ特区」枠で実写ドラマ化され、2023年2月24日から3月31日にかけて放送された。

## あらすじ
小野和葉は、女性ファッション誌の編集に勤務して13年目になる35歳の女性。夫・由樹が職場の若い女性と不倫したことが原因で離婚、バツイチとなる。それでも泣いていても仕方がないと前向きな気持ちを持って、職場の女性ファッション誌編集部の会議で、笑顔で離婚報告をする。
そんな時、配属の挨拶に来ていた新入社員の満井絢斗に聞かれてしまい、気まずくなるかと思ったが、絢斗からは逆に辛い時に笑顔になれるなんて素敵な人だと思われていた。
和葉は絢斗の指導係となり、戸惑いながらも慣れない若い男性の面倒を見ることになる。
和葉は絢斗と一緒にブランドの展示会に行った時には、ファッションのことがよく分からない絢斗におしゃれに興味を持ってもらおうと考え、絢斗に服を見立てて、行きつけのヘアサロンに連れて行き、イケメンなのにやぼったい格好の絢斗をおしゃれな姿に変える。
このことが功を奏して絢斗はファッションにも興味を持ち始め、編集部の雰囲気にも少しずつ溶け込んでいった。そんなある日、編集長から絢斗には映画の記事から書いてもらいたいと言われ、和葉に映画の試写会の同行を求められる。それまでにも何度か和葉は絢斗から好意を持っていると告白を受けていたが、映画館でいきなり手を握られ、映画が終わった後で一途な気持ちで交際を申し込まれ、和葉は困惑しながらも絢斗の思いを受け入れる。

## 登場人物
小野 和葉（おの かずは）
35歳。女性ファッション誌「Zeal」編集部勤続13年目。絢斗の指導係となる。
夫・由樹の不倫が原因で離婚、バツイチとなる。会議で離婚報告している時に絢斗が配属の挨拶に来る。
満井 絢斗（みつい あやと）
22歳。Zeal編集部の新入社員。体育会系でコミック誌を希望しており、ファッションには興味がなかった。
真っ直ぐでピュアな性格。指導係で何かと親切にしてくれる和葉に惹かれていき、告白するようになる。
安藤 由樹（あんどう ゆき）
和葉の元夫。同じ職場の若い女性社員と不倫の上、和葉と別れて結婚しようとしたが、結局彼女には振られ、和葉とよりを戻そうとしたが断られている。
編集長
Zeal編集部の編集長。
すみれ
Zeal編集部の部員。和葉の後輩で和葉を慕っている。　　　　　　　　　　　　　　　
小野 綾香（おの あやか）
和葉の仲の良い妹。絢斗のことを相談した時には「飛び込むしかない」と答えている。
和葉の母
和葉が離婚したことを責め立てる。自身の生き方や価値観を押しつけ気味。
和葉が小学校2年の時に父の浮気現場に遭遇し、その時の母の顔が脳裏に焼き付いている。
速水 蓮介（はやみ れんすけ）
イケメン人気俳優。 過去に何度かZeal掲載のモデルになってもらっている。

## 書誌情報
- 亀奈ゆう / COMIC ROOM『バツイチがモテるなんて聞いてません』 双葉社〈アクションコミックス〉、既刊3巻（2023年12月27日現在）
  1. 2022年10月27日発売[6]、ISBN 978-4-575-85769-6
  2. 2023年4月27日発売[8]、ISBN 978-4-575-85837-2
  3. 2023年12月27日発売[7]、ISBN 978-4-575-85931-7

## テレビドラマ
2023年2月24日（23日深夜）から3月31日（30日深夜）、毎日放送の深夜ドラマ枠「ドラマ特区」で放送された。主演は高梨臨。

### キャスト

#### 主要人物
小野和葉（おの かずは）〈35〉
演 - 高梨臨
出版社の女性ファッション誌編集部勤務。夫の不倫が原因でバツイチとなる。
満井絢斗（みつい あやと）
演 - 綱啓永
和葉の職場に配属された新入社員。真っ直ぐだが、不器用な性格。和葉に思いを寄せるようになる。
速水蓮介（はやみ れんすけ）
演 - 塩野瑛久
人気俳優。和葉の元クライアントで、再度一緒に仕事をするようになる。和葉に告白めいた言葉を投げかける。
横沢モナ（よこさわ モナ）
演 - 岩井堂聖子
和葉の親友。猫カフェのオーナー。ドラマオリジナルキャラクター。
鬼塚（おにつか）
演 - 遠山俊也
和葉と絢斗の上司。女性ファッション誌の編集長。
小野房江（おの ふさえ）
演 - 余貴美子
和葉の母。離婚した和葉を責め立てる。

#### Zeal編集部
和葉たちの勤務する女性ファッション誌。 
牧瀬夢乃
演 - 湯上響花
和葉の同僚。
井口亜美
演 - 桜田聖子
和葉の同僚。
北畠みちる
演 - 永吉明日香
和葉の同僚。
芹沢玲奈
演 - 朝倉ふゆな
和葉の同僚。

#### 蓮介の関係者
井下
演 - 井上翔太
付き人。
鳥越涼子
演 - 辻千恵
女優。蓮介の共演者。
沖
演 - 相馬有紀実
蓮介出演のドラマ「オウム返しの恋」の監督。
田上
演 - 西尾季隆（X-GUN）
蓮介の所属する会社の社員。打ち合わせで和葉に次々とハラスメントをする。

#### ゲスト

##### 第1回
安藤由樹
演 - 中村無何有（第5回）
和葉の元夫。一緒になろうとした不倫相手のミヨには去られている。
ミヨ
演 - 五味未知子（第6回）
由樹の不倫相手。
公証人
演 - 田村将人
和葉と由樹の離婚協議書を作成する。

##### 第6回
横沢花梨
演 - 仲吉玲亜
横沢モナの娘。
司会者
演 - 安田美香
蓮介のフォトブック発売イベントの司会者。
記者
演 - 工藤秀洋、小田原徹、横井彩佳
イベントに出席・質問を行った記者。
大家
演 - 栗田よう子
絢斗のアパートの大家。

### スタッフ
- 原作 - 亀奈ゆう/COMIC ROOM『バツイチがモテるなんて聞いてません』（サイコミ / Cygames、双葉社刊）
- 脚本 - 我人祥太[20]
- 監督 - のむらなお、山口雄也[9]
- 脚本協力 - 川原杏奈
- 音楽 - 桶狭間ありさ[20]
- オープニング主題歌 - みゆはん「未来永劫期待ゼロ」（CloudNine）[9]
- エンディング主題歌 - Natumi.「Knock」（avex trax）[20]
- 技術協力 - WING-T
- 美術協力 - フジアール
- プロデューサー - 村島亘、宮川宗生、矢野直枝、川島永次
- 制作プロダクション - ホリプロ
- 製作 - 「バツイチがモテるなんて聞いてません」製作委員会・MBS

### 放送日程
| 話数   | 放送日   | 放送日       | サブタイトル                                     | 監督       |
| 話数   | 毎日放送 | テレビ神奈川 | サブタイトル                                     | 監督       |
| ------ | -------- | ------------ | ------------------------------------------------ | ---------- |
| 第1話  | 2月24日  | 2月23日      | バツイチがモテるなんて聞いてません               | のむらなお |
| 第2話  | 3月03日  | 3月02日      | 塞翁が馬なんて言うかもしれません                 | 山口雄也   |
| 第3話  | 3月10日  | 3月09日      | 恋のトライアングルなんて望みません               | のむらなお |
| 第4話  | 3月17日  | 3月16日      | 温泉が戦場なんてききません                       | のむらなお |
| 第5話  | 3月24日  | 3月23日      | ラブストーリーが突然に終わるなんてうなずけません | 山口雄也   |
| 最終話 | 3月31日  | 3月30日      | バツイチがモテるなんて最高です                   | のむらなお |

### ネット局
| 放送期間                | 放送時間                     | 放送局       | 対象地域   | 備考              |
| ----------------------- | ---------------------------- | ------------ | ---------- | ----------------- |
| 2023年2月23日 - 3月30日 | 木曜 23:00 - 23:30           | テレビ神奈川 | 神奈川県   | 1時間59分先行放送 |
| 2023年2月24日 - 3月31日 | 金曜 0:59 - 1:29（木曜深夜） | 毎日放送     | 近畿広域圏 | 製作局            |
|                         | 金曜 23:00 - 23:30           | 千葉テレビ   | 千葉県     |                   |
| 2023年3月2日 - 4月6日   | 木曜 22:30 - 23:00           | とちぎテレビ | 栃木県     |                   |
|                         | 木曜 23:30 - 翌 0:00         | テレビ埼玉   | 埼玉県     |                   |
|                         |                              | 群馬テレビ   | 群馬県     |                   |

### ネット配信
| 配信開始月 | 配信サイト    | 配信料金     | 備考       |
| ---------- | ------------- | ------------ | ---------- |
| 2023年2月  | TVer          | 広告付き無料 | 見逃し配信 |
| 2023年2月  | MBS動画イズム | 広告付き無料 | 見逃し配信 |
| 2023年2月  | GYAO!         | 広告付き無料 | 見逃し配信 |
| 2023年2月  | Hulu          | 定額制有料   |            |
| 2023年2月  | Paravi        | 定額制有料   |            |

| 毎日放送 ドラマ特区      | 毎日放送 ドラマ特区                | 毎日放送 ドラマ特区 |
| 前番組                   | 番組名                             | 次番組              |
| ------------------------ | ---------------------------------- | ------------------- |
| あなたは私におとされたい | バツイチがモテるなんて聞いてません | 墜落JKと廃人教師    |